# 維埃拉 (佛羅里達州)
維埃拉（英語：Viera）是位於美國佛羅里達州布里瓦德縣的一個非建制地區。該地的面積和人口皆未知。

## 地理
維埃拉的座標為28°15′59″N 80°43′44″W / 28.26639°N 80.72889°W，而該地的平均海拔高度為8米（即25英尺）。